# Tetrameriinae
Tetrameriinae, podtribus primogovki smješten u tribus Justicieae, dio potporodice Acanthoideae. Sastoji se od 28 rodova. Tipični je Tetramerium, a njegova tipična vrsta je američki polugrm Tetramerium polystachyum (Nees)  sinonim za Tetramerium nervosum Nees  iz 

## Opis
Opisan je u Taxon 71(1): 141 (2022). 

## Rodovi
1. Tribus Justicieae Dumort.
  1. Subtribus Tetrameriinae T.F.Daniel, Kiel & McDade
    1. Chlamydocardia Lindau (2 spp.)
    2. Kudoacanthus Hosok. (1 sp.)
    3. Clinacanthus Nees (2 spp.)
    4. Angkalanthus Balf.f. (1 sp.)
    5. Chorisochora Vollesen (4 spp.)
    6. Ecbolium Kurz (22 spp.)
    7. Populina Baill. (2 spp.)
    8. Megalochlamys Lindau (10 spp.)
    9. Trichaulax Vollesen (1 sp.)
    10. Cephalophis Vollesen (1 sp.)
    11. Mirandea Rzed. (6 spp.)
    12. Yeatesia Small (3 spp.)
    13. Hoverdenia Nees (1 sp.)
    14. Thyrsacanthus Nees (7 spp.)
    15. Pachystachys Nees (18 spp.)
    16. Fittonia Coem. (2 spp.)
    17. Schaueria Nees (16 spp.)
    18. Ancistranthus Lindau (1 sp.)
    19. Aphanosperma (Leonard & Gentry) Daniel (1 sp.)
    20. Chalarothyrsus Lindau (1 sp.)
    21. Henrya Nees (2 spp.)
    22. Gypsacanthus E.J.Lott, V.Jaram. & Rzed. (1 sp.)
    23. Carlowrightia A.Gray (26 spp.)
    24. Tetramerium Nees (29 spp.)
    25. Anisacanthus Nees (12 spp.)
    26. Mexacanthus T.F.Daniel (1 sp.)
    27. Streblacanthus Kuntze (2 spp.)
    28. Dolichostachys Benoist (1 sp.)

## Vasnjske poveznice
- Photos of Subtribe Tetrameriinae